# توماس كوكي
توماس كوكي (بالإنجليزية: Thomas Cooke)‏ هو لاعب كرة قدم أمريكي، ولد في 22 أغسطس 1885 في سانت لويس في الولايات المتحدة، وتوفي في 15 يوليو 1964 في نيو روتشيل في الولايات المتحدة.

## وصلات خارجية
- توماس كوكي على موقع أوليمبيديا (الإنجليزية)